# Xinzhou (Shangrao)
Xinzhou léase Sin-Zhóu (en chino, 信州区; pinyin, Xìnzhōu qū) es un distrito urbano bajo la administración directa de la Prefectura Shangrao en la provincia de Jiangxi, República Popular China. Su área es de 315 km² y su población total para 2010 superó los 400 mil habitantes.

## Administración
Desde 2022 el distrito de Xinzhou se divide en 9 pueblos que se administran en 6 subdistritos y 3 poblados.